# Tir als Jocs Olímpics d'estiu de 1984
Als Jocs Olímpics d'Estiu de 1984 celebrats a la ciutat de Los Angeles (Estats Units d'Amèrica) es disputaren onze proves de tir olímpic, 6 en categoria masculina, tres en categoria femenina i dues en categoria mixta. Aquesta fou la primera vegada en la qual les dones pogueren participar en aquest esport, disputant-se les poroves entre els dies 29 de juliol i 4 d'agost de 1984 a les instal·lacions de tir de la població de Chino.
Hi participaren un total de 460 tiradors, entre ells 383 homes i 77 dones, de 68 comitès nacionals diferents.

## Resum de medalles

### Categoria masculina
| Prova                                     | Or               | Argent             | Bronze           |
| Pistola ràpida 25 metres Detalls          | Takeo Kamachi    | Corneliu Ion       | Rauno Bies       |
| Pistola lliure 50 metres Detalls          | Xu Haifeng       | Ragnar Skaneker    | Wang Yifu        |
| Rifle en posició estesa 50 metres Detalls | Edward Etzel     | Michel Bury        | Michael Sullivan |
| Rifle en 3 posicions 50 metres Detalls    | Malcolm Cooper   | Daniel Nipkow      | Alister Allan    |
| Carabina d'aire 10 metres Detalls         | Philippe Heberle | Andreas Kronthaler | Barry Dagger     |
| Blanc mòbil 10 metres Detalls             | Li Yuwei         | Helmut Bellingrodt | Huang Shiping    |

### Categoria femenina
| Prova                                  | Or          | Argent        | Bronze         |
| Pistola d'aire 10 metres Detalls       | Linda Thom  | Ruby Fox      | Patricia Dench |
| Carabina d'aire 10 metres Detalls      | Pat Spurgin | Edith Gufler  | Wu Xiaoxuan    |
| Rifle en 3 posicions 50 metres Detalls | Wu Xiaoxuan | Ulrike Holmer | Wanda Jewell   |

### Categoria mixta
| Prova                  | Or                  | Argent         | Bronze              |
| Fossa Olímpica Detalls | Luciano Giovannetti | Francisco Boza | Daniel Carliste     |
| Skeet Detalls          | Matthew Dryke       | Ole Rasmussen  | Luca Scribani Rossi |

## Medaller
| Posició | País            | Or | Argent | Bronze | Total |
| 1       | Estats Units    | 3  | 1      | 2      | 6     |
| 2       | R.P. de la Xina | 3  | 0      | 3      | 6     |
| 3       | Itàlia          | 1  | 1      | 1      | 3     |
| 4       | Estats Units    | 1  | 1      | 0      | 2     |
| 5       | Regne Unit      | 1  | 0      | 3      | 4     |
| 6       | Canadà          | 1  | 0      | 0      | 1     |
| 6       | Japó            | 1  | 0      | 0      | 1     |
| 8       | Àustria         | 0  | 1      | 0      | 1     |
| 8       | Colòmbia        | 0  | 1      | 0      | 1     |
| 8       | Dinamarca       | 0  | 1      | 0      | 1     |
| 8       | Perú            | 0  | 1      | 0      | 1     |
| 8       | RFA             | 0  | 1      | 0      | 1     |
| 8       | Romania         | 0  | 1      | 0      | 1     |
| 8       | Suïssa          | 0  | 1      | 0      | 1     |
| 8       | Suècia          | 0  | 1      | 0      | 1     |
| 16      | Austràlia       | 0  | 0      | 1      | 1     |
| 16      | Finlàndia       | 0  | 0      | 1      | 1     |